# 卫星湖街道
卫星湖街道，是中华人民共和国重庆市永川区下辖的一个乡镇级行政单位。

## 行政区划
卫星湖街道下辖以下地区：
星湖社区、大竹溪村、凤龙村、小竹溪村、南华村、七郎村、石龟寺村和石脚迹村。